# Botrány az operában (film, 1935)
A Botrány az operában (eredeti cím: A Night at the Opera)  1935-ben bemutatott komédia. Főszereplői a Marx fivérek.
Ez volt az első film, amit a Metro-Goldwyn-Mayernál készítettek, a Paramount Pictures-től való elválásuk után. Ugyancsak az első film Zeppo Marx távozása után.
A film a mozipénztáraknál óriási siker volt. 1993-ban az amerikai Kongresszusi Könyvtár Filmmegőrzési bizottsága az „amerikai nemzeti filmregiszter”-be sorolta be, „mint kulturális, történelmi vagy esztétikai értéke miatt örök időkre megőrzésre érdemes alkotást”.
Az Amerikai Filmintézet 2007-ben a „100 év... 100 film” listáján a 85. helyre sorolta be. A „100 év... 100 nevetés” listáján a 12. helyen szerepel.

## Cselekménye
|  | Alább a cselekmény részletei következnek! |

Olaszország
Otis B. Driftwood (Groucho Marx) a gazdag özvegy, Mrs. Claypool (Margaret Dumont) alkalmazásában áll, aki szeretne bekerülni a „felsőbb körökbe”. Driftwood azt javasolja, hogy Mrs. Claypool 200 000 dollárral patronálja a New York-i operaházat, mert ezzel bekerül a legjobb társaságba. Herman Gottlieb, az operaház igazgatója az özvegy figyelmébe ajánlja Rodolfo Lassparri tenorénekest, aki az operaház büszkesége lehet.
Az operaházban Lassparri durván bánik az öltöztetőjével, Tomassóval (Harpo Marx), mert az felvette a Bajazzókban viselt kosztümjét. Lassparri udvarolni akar egy operaénekesnőnek, Rosának, akinek azonban van már szerelme, Riccardo.  Riccardo a nagy lehetőségre vár, hogy megmutathassa tehetségét a nagyközönségnek, eközben a színházban a háttérben énekel, mint a férfikórus tagja.
Az operaházban találkozik Tomasso és Fiorello (Chico Marx), akik jól láthatóan ismerik és kedvelik egymást. Fiorello találkozik Riccardóval is, akivel gyerekkoruk óta ismerik egymást. Fiorello ajánlkozik, hogy Riccardo menedzsere lesz.
Gottlieb azt javasolja az özvegynek, hogy szerződtessék le Lassparrit napi 1000 dollárért. Driftwood szeretne ebből az üzletből részesedni, ezért azt mondja, hogy majd ő leszerződteti Lassparrit. Tomasso leüti egy fakalapáccsal Lassparrit. Miközben Driftwood a lábát Lassparrira helyezi, odaérkezik Fiorello. Driftwood elmondja neki, hogy a világ legnagyobb tenoristáját keresi (személyesen nem ismeri Lassparrit), erre Fiorello azt válaszolja, hogy ő a menedzsere (ő Riccardóra gondol). Hamarosan megegyeznek napi 10 dollár díjazásban Riccardo részére (amiből mindketten kapnak 10-10%-ot). Driftwood Fiorello kérésére elkezdi felolvasni a szerződést. Amit fölöslegesnek tartanak belőle, azt egyetértésben csíkonként letépik. Végül csak egy-egy papírfecni marad a kezükben. Amikor alá kellene írni, Fiorello bevallja, hogy ő nem tud írni. Driftwood szerint ez nem akadálya a szerződés érvényességének. Megérkezik Gottlieb és észreveszi a földön öntudatlanul heverő Lassparrit. Driftwoodot nem zavarja, amikor kiderül, hogy nem Lassparrival, hanem Riccardo Baronival szerződött le.
Az egész társaság elindul Amerika felé az S. S. Americus hajó fedélzetén (kivéve Riccardót). Lassparri nem hajlandó ingyen énekeli egy búcsúdalt az egybegyűlteknek (azt mondja, hogy megfázott), Rosa azonban igen (a dalt elsősorban Riccardónak énekli, aki szintén dalban válaszol rá). Rosa megkérdezi Gottliebet, hogy nem jöhetne-e Riccardo is, mire Gottlieb azt válaszolja, hogy „szerződteti, majd ha híres lesz”. Driftwood kabinja olyan apró, hogy ő maga az utazóbőröndje mellett alig fér el. A koffert kinyitva abból Fiorello és Riccardo kerülnek elő. A bőrönd alsó fiókjában Tomasso horkol. Mivel a potyautasok éhesek, nem hajlandók távozni a kabinból. Driftwood a hajópincértől rengeteg keménytojást rendel. Két szobaasszony érkezik, hogy felhúzzák a friss ágyneműt. A szerelő be akarja kapcsolni a fűtést. Nemsokára megérkezik hatalmas termetű segédje is. A manikűrösnő szolgáltatásai benne vannak az árban, így Driftwood őt is beengedi a kabinba (ahonnan még senki sem távozott, és ahol Tomasso álló helyzetben is alszik). Megérkezik a takarítónő és egy ifjú hölgy, aki a nagynénjét keresi, majd telefonálni akar. A vacsorát négy pincér szállítja a kabinba. Végül odaérkezik Mrs. Claypool is, akitől Driftwood találkozót zsarolt ki (ellenkező esetben a hölgy kabinjánál énekelt volna), de amikor kinyitja az ajtót, egy csomó ember kizuhan a folyosóra (a kabinban ekkor 15 ember tartózkodott).
A hajón a szilveszteri vacsorán három egyenruhás, nagyszerű repülőst köszöntenek, akiknek nagyméretű, egyforma kinézetű szakálla van. Mrs. Claypool elmondja Gottliebnek, hogy a férje három éve halt meg, és ő 8 millió dollárt örökölt utána.
A három potyautas újból megéhezik, és mivel úgy gondolják, hogy nincs vesztenivalójuk, kimerészkednek Driftwood kabinjából. A vacsora helyszínén valóságos népünnepély alakul ki, ahol a három potyautas is bőséges ellátást kap makaróniból minden hozzávalóval (még egy-egy üveg bort is kapnak). A vacsora után Riccardo elénekli a Cosi, cosa című dalt, Fiorello zongorán, Tomasso hárfán kíséri. A dal befejezése után (ami közben sokan táncolnak), Fiorello egy mókás zongoradarabot ad elő, amivel nagy sikert arat a körülötte álló gyerekek körében. Majd Tomasso következik a zongoránál, aki már a megjelenésével is nagy nevetést vált ki a gyerekekből. Rövid, viharos játéka közben úgy tesz, mintha a klaviatúra fedele az ujjaira esett volna. Majd kedvenc hangszeréhez, a hárfához megy, és egy csendes, lírai dalt ad elő, amivel zajos sikert arat. Lassparri szól a kapitánynak, hogy akiket most hallottak játszani, azok potyautasok. Amikor néhány tiszt elindul feléjük, Fiorello és Tomasso megpróbálnak kereket oldani, de elfogják őket, és a hajó fogdájába kerülnek. Tomasso fésűn zenél, de ez idegesíti Fiorellót, aki fel-alá járkál, és kidobja a fésűt a hajóablakon. Tomasso szeretné visszaszerezni a fésűt, ezért kinyitja a hajóablakot, amin a hajó dőlése miatt egy csomó víz zúdul be nagy sugárban. Erre az emeletes ágyon fekvő Riccardo is felébred. Tomasso kihajol a hajóablakon. Driftwood félreérti a helyzetet és egy hajókötelet dob oda neki. Tomasso megragadja a kötelet és a hajó mellett a vízbe esik. A hajógépész előbb leereszti, majd motorral feltekeri a kötelet, amibe Tomasso kapaszkodik, így Tomasso a három repülős kabinjába jut, akik egy ágyban alszanak. Tomassónak eszébe jut valami, mert egy ollóval az alvókhoz lép. Egyikük szakálla alól egy pillangó röppen fel.
New Yorkban ünnepi fogadtatás várja „a levegő hőseit”. A levágott szakállakat és az egyenruhákat felhasználva a három potyautas mutatkozik be, mint a „levegő hősei”. Beszédet kell mondaniuk, először Fiorello szólal fel a tömeg előtt. Mivel Tomasso néma, tudja, hogy nem tud megszólalni, ezért több pohár vizet megiszik. Henderson őrmesternek gyanús lesz a dolog, de Driftwood olaszra hasonlító halandzsanyelven beszél a „levegő hősei”-vel, amire Fiorello hasonló értelmetlen nyelven válaszol, majd felháborodva elvonul Riccardóval. Henderson bocsánatkérésképpen Tomassóhoz lép, és megcsókolja. Tomasso átvizesedett szakálla Henderson arcához tapad.
A három potyautas Otis lakosztályában bújik el. Mivel illegálisan léptek az országba, Henderson őrmester itt is keresi őket. Otis vendégül látja a potyautasokat és amikor megérkezik Henderson őrmester, próbálja megmagyarázni, hogy miért van négy teríték az asztalon és négy ágy a szobában. Eközben a potyautasok egyenként átszállítják az ágyakat a másik szobába, így Henderson már arra gondol, hogy megőrült.
Ricardo bemászik Rosa szobájába, de át kell mennie a másik szobába, mert Rodolfo van az ajtónál. A férfi ostromolni kezdi a nőt, Rosa arra kéri, hogy távozzon. Ezt a belépő Riccardo is nyomatékosítja. Rodolfo látszólag úriemberként elbúcsúzik, de távozása előtt még egy ízetlen célzást tesz, mire Riccardo behúz neki egyet. Rodolfo dühösen távozik.
Driftwood dalolva lép be az operaházba, ahol a zenészek gyakorolnak a próbateremben. A negyedik emeletre érve azt veszi észre, hogy egy munkás lekaparja a nevét az irodája ajtajáról. Amikor kérdőre vonja, ő Gottliebra hivatkozik. Gottlieb lett az özvegy új ügyvezetője, és felmondja Otis alkalmazását. Mire Driftwood kilép az ajtón, a liftes már tud mindenről és nem hajlandó lefuvarozni a földszintre (mivel a lift az alkalmazottaknak van fenntartva), helyette a lépcsőt ajánlja, és egy fenékberúgással lendületesen útjára indítja Driftwoodot.
A négy ismerős egy parkban szorong egy padon. Rosa jelenik meg a közelben. Kiderül, hogy Lassparri kirúgatta az operából. Driftwood elhatározza, hogy visszavágnak. Este a telt házas operaházba érkező Gottlieb a négy ismerőst találja az irodájában, akik kényelmesen elhelyezkedve iszogatnak. Amikor kérdőre vonja őket, azt az ajánlatot teszik, hogy jelentkeznek a rendőrségen, ha engedi Rosát fellépni az esti előadáson. Mivel erre Gottlieb nem hajlandó és a rendőrséget akarja hívni, Tomasso leüti egy vaskos könyvvel. Fiorello és Tomasso a partitúrába egy új lapot csúsztat.
Driftwood megjelenik az özvegy, Mrs. Claypool páholyában, aki Gottliebot várta. Driftwood rövid, lelkes beszédet mond Gottlieb helyett. Eközben Fiorello és Tomasso frakkba öltözve elhelyezkednek a zenészek között. Amikor a zenekar játszani kezdi Verdi zenéjét, A trubadúr nyitányát, a fogságából kiszabadult Gottlieb megjelenik a páholyban, így Driftwood menekülőre fogja a dolgot. Amikor a zenekar a betoldott részhez ér, egy teljesen más zene csendül fel.  Driftwood mint mozgóárus jelenik meg a nézők között. Fiorello és Tomasso labdázni kezd. Fiorello és Tomasso menekülni kezd, amikor Gottlieb üldözni kezdi őket, de hamarosan kicselezik és egy félreeső helyiségbe zárják. Miután Gottliebot valaki kiszabadítja, a bajkeverők keresésére indul és észre is veszi Fiorellót és Tomassót a színpadon, akik mindketten cigányasszonynak vannak öltözve. Megérkezik Henderson jó néhány rendőrrel és Gottliebot keresik. Henderson azt hiszi, hogy Driftwoodot látja hátulról, és leüti Gottliebot. Tomasso leüti Hendersont. Gottlieb és Henderson is jelmezt ölt és felosonnak a színpadra, ahol Fiorello és Tomasso bohóckodnak. Amikor észreveszik üldözőiket, Tomasso a díszleteket mozgató köteleken mászva próbál menekülni, eközben több, nem oda való díszlet ereszkedik le a színpadra. Tomasso kikapcsolja a teljes világítást. Mire visszajön a fény, Lassparri eltűnt. Gottlieb dühöng, hogy befuccsol az előadás a főszereplő hiányában. Ekkor Rosa és Baroni érkezik oda. Gottlieb gyorsan felfogadja őket, mert Riccardo azt mondja, hogy Rosával gyakorolta be az előadást és nem tud másik Leonórával énekelni. Rosa és Riccardo beöltözve tovább viszik az előadást és hatalmas sikert aratnak. Amikor véget ér az előadás, Lassparri és Driftwood esnek a színpadra és dobozféléből, amit addig Tomasso a magasba húzva rögzített. Lassparri el akarja énekelni a ráadást, a közönség azonban kifütyüli. Rosa és Riccardo befejezésképpen duettet énekelnek. Eközben az „illegális bevándorlókért” kezességet vállal Gottlieb, így a rendőrség elengedi őket. Driftwood és Fiorello a díjazásukról alkudozik Gottliebbal (mindketten 10%-ot kérnek a profitból).
|  | Itt a vége a cselekmény részletezésének! |

## Szereplők
| Szereplő                | Színész                | Magyar hang       |
| ----------------------- | ---------------------- | ----------------- |
| Otis B. Driftwood       | Groucho Marx           | Zenthe Ferenc     |
| Tomasso                 | Harpo Marx             | Szilágyi István   |
| Fiorello                | Chico Marx             | Székhelyi József  |
| Ricardo Baroni          | Allan Jones            | Tóth Titusz       |
| Rosa Castaldi           | Kitty Carlisle         | Kovács Zsuzsa     |
| Mrs. Claypool           | Margaret Dumont        | Győri Ilona       |
| Herman Gottlieb         | Sig Ruman              | Miklósy György    |
| Rodolfo Lassparri       | Walter Woolf King      | Konrád Antal      |
| Henderson őrmester      | Robert Emmett O'Connor | Szabó Ottó        |
| kapitány                | Edward Keane           | Gruber Hugó       |
| polgármester            | Purnell Pratt          | Kaló Flórián      |
| Hordár                  | Gino Corrado           | Benkóczy Zoltán   |
| Otto, a liftkezelő      | Otto Fries             | Surányi Imre      |
| Színpadmester           | Jonathan Hale          | Dobránszky Zoltán |
| Névtáblát felrakó férfi | Harry Tyler            | Komlós András     |
| Pincér                  | N/A                    | Koroknay Géza     |

## A film készítése
A forgatás Los Angelesben és New Yorkban zajlott.
Irving Thalberg producer javaslata alapján a karakterek teljesen eltérően viselkedtek a korábbi, Paramount-nál készített filmekben megszokott viselkedésüktől. Azokban ugyanis teljesen kiszámíthatatlanul viselkedtek, a vicc kedvéért nekimentek bármelyik szereplőnek. Thalberg úgy gondolta, hogy ez taszítja a női nézőket, így ebben a filmben csak a rosszfiúkat „támadják meg”, a többi, ártatlan szereplőt békén hagyják. Bár néhány néző meghökkent ezen a változáson, Thalberg azon a véleményen volt a film kasszasikerét látva, hogy az az ő ötletének következménye.
Sok jelenetet a fivérek előzetesen egy előadókörúton kipróbáltak a színpadon, közönség előtt, mielőtt a filmforgatás elkezdődött.
Oscar Levant színész szerint (aki nem szerepel a filmben) az első változat pocsék volt, amin alig lehetett nevetni. Thalberg és George S. Kaufman napokat töltöttek a vágószobában, hogy a jelenetek és a poénok időzítését módosítsák. Nagyjából kilenc percnyi anyagot vágtak ki a filmből, és ez a változat sikeresnek bizonyult.

### Az opera
A film címének megfelelően a cselekmény részben egy operában játszódik, nevezetesen A trubadúr előadása közben. Ebben egy duettet Kitty Carlisle és Allan Jones a saját hangjukon adnak elő (mindketten tanultak klasszikus éneklést). Az operai jelenetek lehetővé tették az MGM számára (a stúdiónak ez a specialitása volt), hogy a filmben olyan jól ismert számok is elhangozzanak, mint az Alone (a gőzhajó távozásakor, szerzők: Arthur Freed és Nacio Herb Brown), vagy az olasz Cosi Cosa, amiben táncolni is lehetett.  Walter Woolf King szintén képzett énekes volt, de bariton hangja miatt nem az ő hangja hallatszik abban a jelenetben, ami tenorhangot kívánt. Az ő áriája, a Di quella pira a New York-i Metropolitan Opera tenorja, Tandy MacKenzie által hangzik fel.

## Bemutató
A film premierje 1935. november 8-án volt New York-ban. DVD-n 2004. május 4-én jelent meg az MGM kiadásában.

## Fogadtatás
A film bevétele 3 millió amerikai dollár volt.
Az amerikai filmkritikusok véleményét összegző Rotten Tomatoes 97%-ra értékelte 37 vélemény alapján.

### Díjak, jelölések
- 1993, National Film Preservation Board, USA, „National Film Registry”-díj

## Fordítás
- Ez a szócikk részben vagy egészben  az   A Night at the Opera (film) című angol Wikipédia-szócikk fordításán alapul.  Az eredeti cikk szerkesztőit annak laptörténete sorolja fel. Ez a jelzés csupán a megfogalmazás eredetét és a szerzői jogokat jelzi, nem szolgál a cikkben szereplő információk forrásmegjelöléseként.